# Sankt Anton im Montafon
Sankt Anton im Montafon est une commune autrichienne du district de Bludenz dans le Vorarlberg.